# The Virtues (svensk musikgrupp)
The Virtues är en svensk Rock/Pop/Indie musikgrupp.
The Virtues medlemmar kommer ursprungligen från Umeå och Falun, men är numera bosatta i Stockholm.
Bandets första album ”Ruminate” kom 2003, och släpptes också i Spanien (2004), EP:n ”Idiot Box” kom (2005) och därefter albumet ”Where were you” (2006) som släpptes i USA och England via Zip Records 2009 och albumet ”Beautiful Game” 2010. Från albumet är släppt singel och video ”The Game” och i Sverige singel ”Secondary choices” och "Hope" från albumet ”Beautiful game” (Green Room) Publishing och promotion Sweden Songs och gavs ut i Sverige 2011.
Bandet har förutom spelningar i Sverige, bl.a. turnerat i USA, England, Europa och Baltikum.

## Medlemmar
- Per Bergkvist
- Per "Flamman" Westling
- Fredrik Moberg
- Jesper Andersson

## Diskografi
- Ruminate - 2003
- Idiot Box - EP 2005
- Where were you - Album 2006 - (Crying Bob/Zip)
- The Game - Singel 2010
- Beautiful Game - Album 2010/2011
- Secondary choices - Singel 2011
- Hope - Singel 2011
- No show - Singel 2012
- Rerepeater - Album 2012